# Veteranenvlag

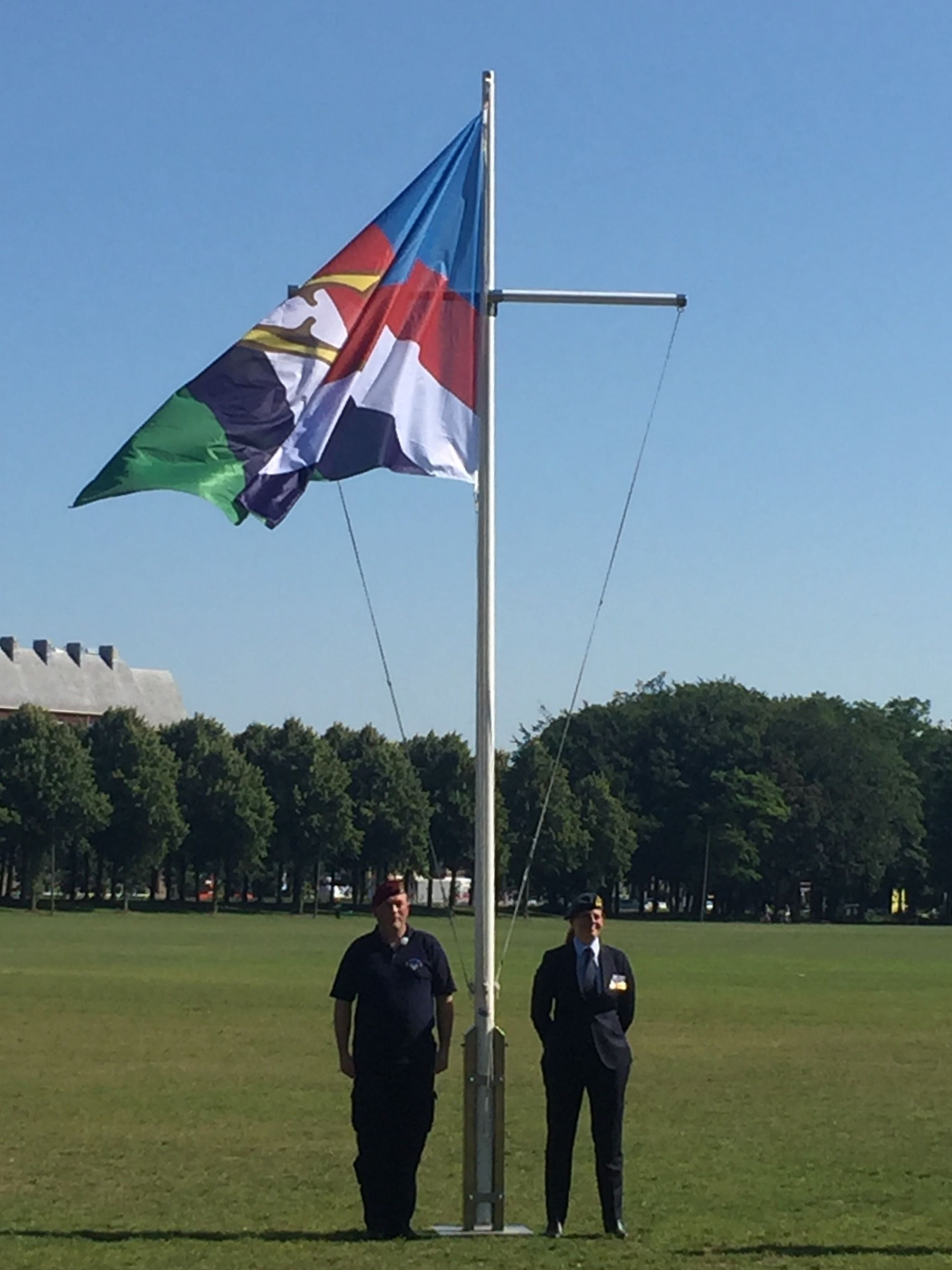
Hijsen van de vlag op het Malieveld te Den Haag in 2020

De veteranenvlag is een door Nederlandse veteranen ontworpen vlag. Ze is bedoeld voor allen die namens het Koninkrijk hebben gediend in een of meerdere onderdelen van de krijgsmacht. De vlag wordt beschouwd als een symbool van verbondenheid en waardering van alle veteranen, zonder onderscheid.

## Symboliek en ontwerp
Centraal op de voorgrond van de vlag is het Draaginsigne Veteranen zichtbaar. Dit symbool, een gouden letter V, is ook bekend van de zogeheten veteranenspeld. Het insigne staat symbool voor de waardering voor het risicovolle werk dat veteranen in het verleden als militair in naam van de samenleving hebben verricht. De V-vorm staat voor de begrippen veteraan, vrede en veiligheid.

### Krijgsmachtonderdelen
Alle krijgsmachtonderdelen zijn terug te vinden in de vlag: de lichtblauwe, donkerblauwe en groene kleur staan symbool voor alle veteranen die zich als onderdeel van de landmacht, de marine, de marechaussee of de luchtmacht hebben ingezet. Te land, ter zee, en in de lucht.

### Dubbele betekenis
De rode en witte kleur hebben een dubbele betekenis. Het rood is zowel onderdeel van de Nederlandse vlag, maar tevens is het een uiting van respect en eer voor alle gesneuvelde militairen en andere oorlogsslachtoffers. Ook de kleur wit is onderdeel van de Nederlandse vlag, maar staat daarnaast symbool voor de vrede waarvoor veteranen hebben gestreden. De kleur lichtblauw representeert VN-uitzendingen zoals UNIFIL, UNPROFOR en Mali. Het in de vlag aanwezige groen staat symbool voor onder andere de Tweede Wereldoorlog, SFOR en ISAF, waarmee alle missies worden bestreken.

## Geschiedenis

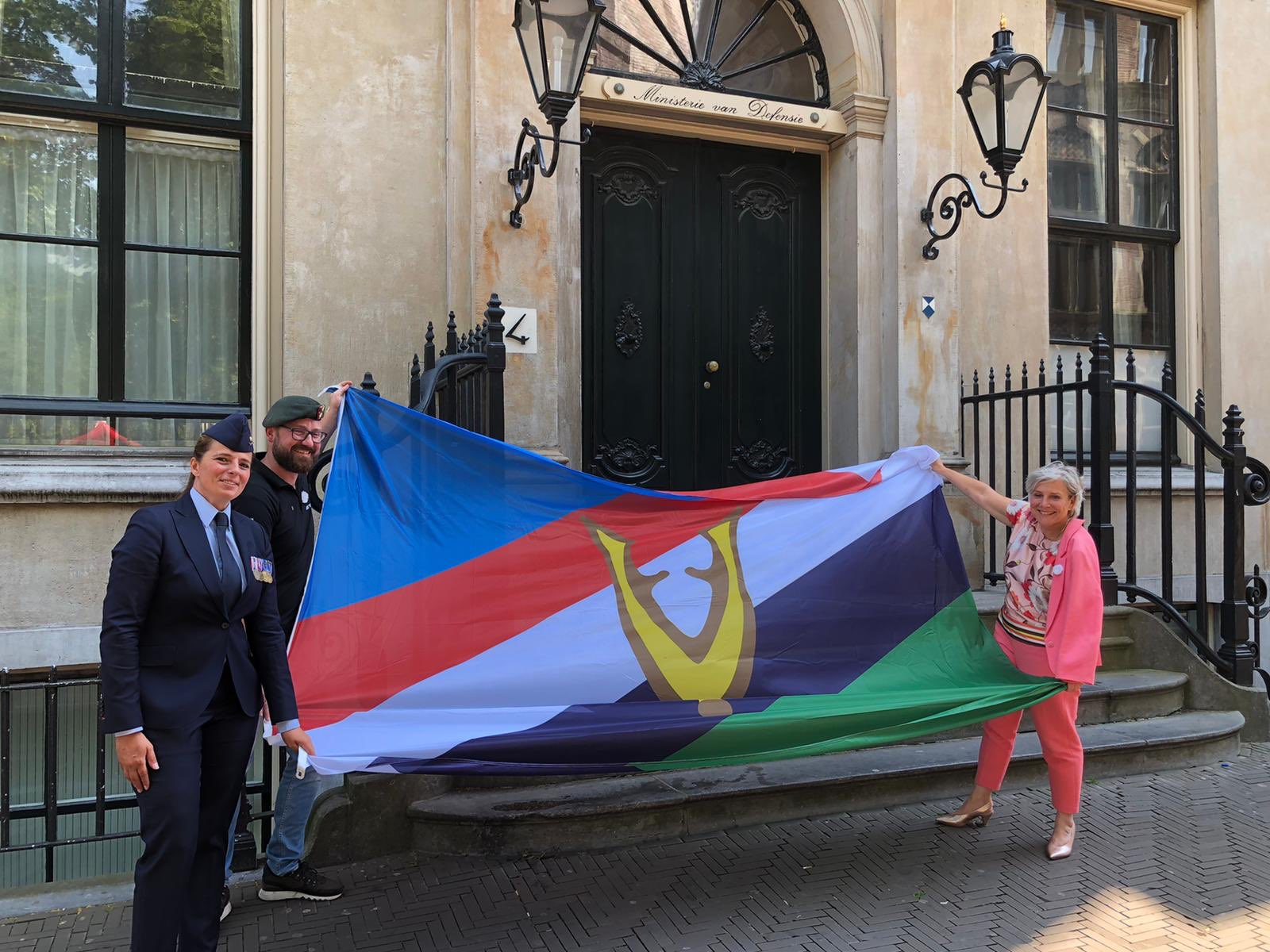
Presentatie van de Veteranenvlag aan de toenmalig minister van Defensie Ank Bijleveld (2019).

Enkele veteranen, die na verschillende uitzendingen terugkeerden naar Nederland, volgden in 2005 samen therapie. Zij ervoeren het als een gemis dat op Veteranendag niet gevlagd kon worden middels een eigen vlag die hun identiteit als veteraan zou onderscheiden van de bestaande Nederlandse driekleur. Door het ontwerpen van hun eigen vlag wilden zij uiting geven aan hun eigen gevoel van trots als veteraan, maar tevens respect betuigen aan andere veteranen. Eén van de leden van de groep, Edo van den Berg, nam het voortouw om samen met enkele andere veteranen tot het huidige ontwerp te komen. Aanvankelijk werd de veteranenvlag geproduceerd door diverse producenten en door Van den Berg alleen verkocht aan andere veteranen. Ze werd in de eerste jaren na haar ontstaan dan ook alleen uitgehangen door veteranen zelf. 

### Draagvlak en erkenning
Veteraan Soraya van Weereld wist de speciale veteranenvlag onder de aandacht te brengen bij de juiste instanties. Door haar inzet, in samenwerking met Veteranenshop, het Veteranen Platform, het vfonds en Defensie, werd de vlag in 2020 door de Nederlandse overheid officieel erkend. 
In juli 2021 zijn de auteursrechten van de veteranenvlag volledig overgedragen aan veteraan Hans Nagtegaal die zich samen met de Veteranenshop inzet voor nog meer erkenning en waardering ten behoeve van veteranen.
De veteranenvlag wordt landelijk uitgehangen door veteranen, gemeenten, landelijke en lokale organisaties maar ook door burgers tijdens, onder andere, de Nederlandse Veteranendag, belangrijke ceremonies, regionale of lokale Veteranendagen en tijdens andere officiële gelegenheden.